# Plourhan
Plourhan (en bretó Plourc'han) és un municipi francès, situat a la regió de Bretanya, al departament de Costes del Nord. L'any 1999 tenia 1.549 habitants.

## Demografia
| 1962                                       | 1968  | 1975  | 1982  | 1990  | 1999  |
| ------------------------------------------ | ----- | ----- | ----- | ----- | ----- |
| 1.193                                      | 1.164 | 1.157 | 1.189 | 1.326 | 1.549 |
| Des de 1962: població sense dobles comptes |       |       |       |       |       |

## Administració
| Període | Identitat   | Partit |
| ------- | ----------- | ------ |
| 2001-   | Loïc Raoult | PS     |